# Lóránd Fülöp
Lóránd Levente Fülöp (Târgu Mureș, 24 luglio 1997) è un calciatore rumeno, centrocampista del Csíkszereda.